# Жан Расин
Жан Расин (фр. Jean Racine; Ла Ферт Милон, 22. децембар 1639 — Париз, 21. април 1699) био је француски писац драма, један из „велике тројке“ француских драматичара 17. века (уз Молијера и Корнеја). Расин је највише писао трагедије, иако је написао и једну комедију. Расин је првенствено био трагичар, стварајући такве „примере неокласичног савршенства“ као што су Федра, Андромаха, и Атали. Написао је једну комедију, Les Plaideurs, и пригушену трагедију, Естер за младе.
Расинове драме су показале његово мајсторство у дванаестослогу (12 слогова) француског александрина. Његово писање је познато по својој елеганцији, чистоћи, брзини и бесу, и по ономе што је амерички песник Роберт Лоуел описао као „ивица дијаманта“ и „слава његовог тврдог, електричног беса”. Расинову драматургију обележава његова психолошка проницљивост, преовлађујућа страст његових ликова и огољеност радње и сцене.

## Стил
Квалитет Расинове поезије је вероватно његов највећи доприонс француској књижевности. Начин на који је користио стих александринац је врхунски, по хармонији, једноставности и елеганцији.
Расиново дело је наишло на многе критике његових савременика. Једнa је био недостатак историјске истинитости у драмама као што су Британик (1669) и Митридејт (1673). Расин је брзо истакао да су његови највећи критичари – његови ривалски драматичари – били међу највећим преступницима у том погледу. Још једна велика критика упућена њему је недостатак инцидента у његовој трагедији Береника (1670). Рацинов одговор је био да се највећа трагедија не састоји нужно у крвопролићу и смрти.

### Опште карактеристике
Расин ограничава свој речник на 4000 речи. Он искључује свакодневне изразе јер, иако су Грци могли назвати ствари правим именом, он не верује да је то могуће на латинском или француском. Класична јединства се стриктно поштују, јер је описана само последња фаза продужене кризе. Број ликова, сви од којих су краљевски, сведен је на најмањи минимум. Акција на сцени је скоро елиминисана. Покварени Иполит није враћен, као ни Хиполит од Еурипида. Једини изузетак од овога је да Аталиде убада себе пред публиком у Бајазету; али то је прихватљиво у представи која је упадљива по дивљаштву и оријенталном колориту.

### Фундаментална природа трагедије
Трагедија показује како људи падају из благостања у катастрофу. Што је виши положај са којег јунак пада, већа је трагедија. Осим поверљивих лица, од којих су Нарцис (у Британику) и Еноне (у Федри) најзначајнији, Расин описује судбину краљева, краљица, принчева и принцеза, ослобођених стежућих притисака свакодневног живота, и способаних да говоре и делују без инхибиције.

#### Природа грчке трагедије
Грчка трагедија, из које је Расин тако обилно позајмио, тежила је претпоставци да је човечанство под контролом богова равнодушних према његовим патњама и тежњама. У Œdipus Tyrannus Софоклов јунак постепено постаје свестан страшне чињенице да, колико год се његова породица трудила да одврати пророчанство, он је ипак убио свог оца и оженио своју мајку, и да сада мора да плати казну за ове несвесне злочине. Иста свест о окрутној судбини која недужне мушкарце и жене води у грех и захтева одмазду за једнако невину децу, прожима La Thébaïde, комад који се и сам бави легендом о Едипу.

#### Рацинова трагична визија
За Расина се често каже да је био под дубоким утицајем јансенистичког осећаја за фатализам. Међутим, веза између Расинове трагедије и јансенизма оспоравана је по више основа; на пример, сам Расин је негирао било какву везу са јансенизмом. Као хришћанин, Расин више није могао да претпоставља, као Есхил и Софокле, да је Бог немилосрдан у томе да људе води у пропаст коју они не предвиђају. Уместо тога, судбина постаје (барем у секуларним представама) неконтролисано лудило неузвраћене љубави.
Као већ у Еурипидовим делима, богови су постали симболичнији. Венера представља неугасиву силу сексуалне страсти у људском бићу у Еурипидовом Хиполиту; али уско повезано са овим – заиста, неразлучиво од њега – је атавистичка врста монструозне аберације која је довела до тога да се њена мајка Пасифаја пари са биком и роди Минотаура.
Дакле, код Расина хамартија, која је тринаесто поглавље Аристотелове Поетике проглашана је за карактеристику трагедије, и није само радња изведена у доброј намери која касније има најгоре последице (Едипово убиство странца на путу за Тебу и женидба удовице краљице Тебе након што је решила загонетку Сфинге), нити је то једноставно грешка у расуђивању (као када Дејанира, у Херкулесу Фуренсу Сенеке Млађег, убије свог мужа мада је намеравала да поврати његову љубав); то је мана карактера.

## Дела
- Тебанке, 1664
- Александар Македонски, 1665
- Андромаха, 1667
- Литиганти, 1668 (комедија)
- Британикус, 1669
- Беренис, 1670
- Бајазит, 1672
- Митридат, 1673
- Ифигенија, 1674
- Федра, 1677
- Естер, 1689
- Аталија, 1691
- Историја Порт Роајала (објављено постхумно 1767)

## Други радови

### Преводи
- Le Banquet de Platon
- Vie de Diogène le Cynique
- Текстови Јевсевија Кесаријског
- La Poétique (Аристотел)

### Историјски радови
- Vie de Louis XIV (изгубљен)
- Abrégé de l'histoire de Port-Royal (1767)

## Преводи
Сматра се да су језички ефекти Расинове поезије непреводиви, иако су многи еминентни песници покушали да преведу Рациново дело на енглески, укључујући Ловела, Ричарда Вилбура, Теда Хјуза, Тонија Харисона и Дерека Махона, и Фридриха Шилера на немачки.
Расинеове драме су на енглески превели Роберт Дејвид Макдоналд, Алан Холингхерст (Беренис, Бајазит), RADA редитељ Едвард Кемп (Андромаха), Нил Бартлет и песник Џефри Алан Арџент, који је добио АAmerican Book Awardsмеричку награду за књигу 2011. године за превођење Комплетних драма Жана Расина.